# Quinto Fabricio
Quinto Fabricio (en latín, Quintus Fabricius) fue un político romano del siglo I a. C.

## Carrera pública
Ocupó el tribunado de la plebe en el año 57 a. C. cuando encabezó el 25 de enero un proyecto de ley para permitir el regreso del exilio de Cicerón. Sus esfuerzos fueron frustrados por seguidores armados de Clodio.